# ليور ليفي
ليور ليفي (بالعبرية: ליאור לוי‏) (26 أكتوبر 1987 بكفار سابا في إسرائيل - ) هو لاعب كرة قدم إسرائيلي في مركز الدفاع. لعب مع نادي هبوعيل إيروني كريات شمونة ونادي هبوعيل تل أبيب وHapoel Ramat Gan Givatayim F.C. ‏ وHapoel Acre F.C. ‏ وHapoel Ra'anana A.F.C. ‏ وBeitar Kfar Saba F.C. ‏.

## وصلات خارجية
- ليور ليفي على موقع قاعدة بيانات كرة القدم.إي يو (الإنجليزية)
- ليور ليفي على موقع Soccerway.com (الإنجليزية)
- ليور ليفي على موقع AS.com (الإسبانية)